# Betalaktamaza
Bétalaktamáza (ali β-laktamáza) je predstavnik skupine encimov, ki hidrolizirajo betalaktam v penicilinih in cefalosporinih in jih s tem inaktivirajo. Sintetizirajo jih proti tem antibiotikom odporne bakterije.
Navzkrižna odpornost med penicilini in cefalosporini ni popolna, saj nekatere betalaktamaze izkazujejo večjo afiniteto za peniciline, nekatere pa za cefalosporine.

## Penicilinaze
Penicilinaze so posebna podvrsta betalaktamaz, ki je specifična za peniciline. Delujejo na enak način – s hidrolizo betalaktamskega obroča. Molekulska masa različnih penicilinaz znaša povprečno 50 kilodaltonov.
Penicilinaza je bila prva betalaktamaza, ki so jo identificirali. Prvič sta jo leta 1940 osamila Abraham in Chain iz gramnegativne   E. coli, in sicer še preden so prišli penicilinski antibiotiki v klinično uporabo. Produkcija penicilinaz se je hitro razširila tudi na bakterije, ki prej sploh niso proizvajale tega encima ali pa se je pri njih pojavljala redko. Razvili so proti penicilinazi odporne antibiotike (npr. meticilin), vendar je sedaj prisotna odpornost tudi proti tem novejšim učinkovinam.

## Odporni mikroorganizmi
Betalaktamaze proizvajajo predvsem stafilokoki. Geni, ki nosijo zapis za te encime, se nahajajo na plazmidih in se lahko prenašajo s transdukcijo (preko bakteriofagov) na druge bakterije. Pri stafilokokih je encim inducibilen, kar pomeni, da se proizvaja le v prisotnosti betalaktamskih učinkovin. Tudi gramnegativne bakterije lahko proizvajajo betalaktamaze; pri njih se lahko gen nahaja bodisi na kromosomih bodisi na plazmidih. Kromosomski geni za betalaktamaze so konstitutivni, kar pomeni, da proizvodnja poteka ves čas, ne le v prisotnosti betalaktamov. Plazmidni geni so inducibilni, kot pri stafilokokih.